# Paul Erdős
Pour les articles homonymes, voir Erdős.
Dans le nom hongrois Erdős Pál, le nom de famille précède le prénom, mais cet article utilise l’ordre habituel en français Pál Erdős, où le prénom précède le nom.
Paul Erdős, né Pál Erdős (/ˈpaːl ˈɛrdøːʃ/) le 26 mars 1913 à Budapest et mort le 20 septembre 1996 à Varsovie, est un mathématicien hongrois.
Il est célèbre pour son excentricité, et le grand nombre de ses publications scientifiques et de ses collaborateurs. Son œuvre abondante a donné naissance au concept de nombre d'Erdős représentant le degré de séparation (en termes de collaborations successives) entre un chercheur donné et le mathématicien hongrois.

## Biographie

### Une vie de recherche
Paul Erdős est un chercheur très prolifique, toutes disciplines confondues, avec plus de 1 500 articles de recherche publiés. En particulier, nombre de ses articles étudient ses domaines de prédilection (théorie des graphes, théorie des nombres, combinatoire) sous des angles différents, et à améliorer sans cesse l'élégance des démonstrations. Parmi ses contributions se distingue, en particulier, le développement de la théorie de Ramsey et de l'application de la méthode probabiliste.

### Famille et jeunesse
Né dans une famille juive de Budapest, le futur mathématicien a pour parents deux professeurs de lycée, l'un de mathématiques et l'autre de physique, Lajos Engländer (hu) et Anna Wilhelm. Ils ont décidé de changer leurs noms germaniques pour un patronyme plus hongrois, afin de s'intégrer plus facilement et de moins souffrir d'antisémitisme, comme cela était fréquent pour la communauté juive de Hongrie au début du XXe siècle : c'est Erdős, qui signifie littéralement « du bois ».
Dès la naissance de Paul, Lajos et surtout Anna se montrent extrêmement protecteurs : le couple avait deux filles (Klára et Magda, trois et cinq ans) qui sont mortes toutes deux de la scarlatine tandis qu'Anna se trouvait à l'hôpital pour accoucher de son fils Paul,,. Envoyé au front avec les troupes de l'Empire austro-hongrois au début de la Première Guerre mondiale, Lajos est rapidement capturé par l'armée russe et envoyé dans un goulag en Sibérie pendant six années, où il apprend l'anglais de manière autodidacte. La mère de Paul, redoutant de ne pouvoir veiller sur son enfant hors du foyer, préfère dès lors engager un précepteur.
C'est au domicile que le don inné de Paul commence à se manifester : à seulement trois ans, il est déjà capable d'effectuer mentalement des multiplications à trois chiffres. Avant même d'avoir quatre ans, il découvre par lui-même la notion des nombres négatifs, ce qui lui ouvre tout un éventail de nouveaux problèmes mathématiques.
En 1919, Miklós Horthy prend le contrôle du pays et s'oppose rapidement aux communistes ; Anna Erdős est perçue comme telle parce qu'elle n'a pas obéi à l'appel à la grève lorsque Béla Kun était au pouvoir. Elle est ainsi démise de ses fonctions de directrice de son école et craint pour sa vie alors que les hommes d'Horthy parcourent les rues en tuant des Juifs et des communistes. L'année suivante, Horthy introduit des lois anti-juives similaires à celles qu'Hitler introduira en Allemagne treize ans plus tard.
De retour au pays, le père de Paul prend le relais de la mère et éduque Paul à la maison. En plus des mathématiques, de la physique et de l'anglais, il lui enseigne l'allemand, le français, le latin et le grec. Cette période d'enseignement à domicile n'est interrompue que pendant deux ans, pendant lesquels Erdős fréquente le Tavaszmező Gymnasium et le St Stephen Gymnasium. Le jeune Paul apprend les mathématiques à domicile, entre autres au moyen d'un magazine de mathématiques pour adolescents, communément appelé le Kömal (en). C'est ainsi qu'il découvre d'autres compagnons passionnés de mathématiques comme lui et établit un contact personnel avec chacun d'eux pour parler de mathématiques. Des adolescents, juifs pour la plupart, comme Pál Turán, George Szekeres, Esther Klein et Dezsö Lázár, créent ainsi une communauté liée par des goûts et des intérêts communs.

### Études universitaires
À dix-sept ans, Erdős envisage d'entrer à l'université des sciences de Budapest. Le jeune Juif subit la pression croissante exercée à l'encontre de sa communauté, notamment le numerus clausus imposé. Malgré cela, le talent d'Erdős parvient à se distinguer : ayant obtenu  les meilleures notes aux examens nationaux, il peut s'y inscrire en 1930. Grâce à un lien très étroit avec ses amis mathématiciens, aux conseils de l'analyste Lipót Fejér et une large communauté professionnelle — dont le mathématicien Dénes Kőnig —, le talent d'Erdős explose. Après avoir développé les résultats de sa thèse durant la deuxième année de ses études universitaires, il obtient son doctorat en 1934 sous la direction de Féjer lui-même. Un des résultats, une nouvelle solution au postulat de Bertrand (aussi appelé théorème de Tchebychev) servira plus tard de lettre de présentation à la communauté internationale. Il a ainsi obtenu son doctorat de mathématiques à 21 ans sans même finir le cursus habituel,,.

### Exil et recherche

#### Royaume-Uni
L'atmosphère est de plus en plus pesante à Budapest en 1934, en particulier pour la communauté juive ; aussi Erdős décide-t-il de quitter la Hongrie. Son désir initial est de déménager en Allemagne, un pays à l'histoire mathématique riche. Mais comme il le constate avec dépit : « Hitler m'a précédé ». Il envoie donc au mathématicien britannique Louis Mordell, grand spécialiste de la théorie des nombres et chercheur à l'université de Manchester, une copie de l'un de ses travaux : une simple preuve de la conjecture de Schur sur les nombres abondants. Il reçoit facilement une subvention postdoctorale de 100 £ financée par la Royal Society, et ainsi débute son périple hors de Hongrie. Il s'installe à Manchester en octobre 1934. Il rencontre cette même année le mathématicien Godfrey Harold Hardy qui, à cinquante-sept ans, sentant ses capacités diminuer, déclare une fois de plus que les mathématiques appartiennent à la jeunesse : « Galois est mort à vingt et un ans, Abel à vingt-sept […]. Riemann à quarante […]. Je ne connais pas d'exemple d'un progrès majeur en mathématiques dû à un homme de plus de cinquante ans ». Erdős ne fait que confirmer ce que tous pressentent : il s'agit d'un véritable génie capable de s'attaquer aux domaines mathématiques les plus variés. Il travaille ainsi sur la théorie des nombres — sa matière de prédilection à l'époque —, contribue de manière essentielle à la théorie des graphes et à la combinatoire, entre autres, puis démontre certains des premiers résultats de la théorie de Ramsey et de la combinatoire extrémale. Manchester n'est pas son seul ancrage : durant ses quatre années au Royaume-Uni, il travaille et dort dans différentes villes. C'est au cours de cette période qu'il bâtit son futur caractère nomade. L'Europe tout entière devenant dangereuse pour les Juifs, Erdős postule en 1937 pour un stage de recherche à l'Institute for Advanced Study (IAS) de Princeton. Stanislaw Ulam, ancien collaborateur d'Erdős au Royaume-Uni, soutient sa candidature. Paul Erdős effectue à l'été 1938 sa dernière visite dans son pays natal, rentre incognito au Royaume-Uni et embarque le 28 septembre à bord du Queen Mary en direction de New York.

#### États-Unis
Ses premières années à l'IAS sont les plus productives et créatives du point de vue mathématique. Avec le Polonais Mark Kac, il développe un résultat à l'origine de la théorie probabiliste des nombres qui aboutira plus tard au théorème d'Erdős-Kac. Parmi de nombreuses autres contributions, il est également à l'origine d'un travail fondateur avec Pál Turán dans le domaine de l'approximation, résolvant un problème important de la théorie de la dimension formulé par le mathématicien polonais Witold Hurewicz. En 1940, sa bourse de recherche à Princeton n'est renouvelée que pour six mois supplémentaires. Sans financement de l'institut, il est invité par Stanislaw Ulam à l'université de Wisconsin. Il accepte l'invitation. Là-bas, il continue à visiter diverses institutions américaines où il collabore avec plusieurs chercheurs : université de Pennsylvanie, Purdue, université Notre-Dame-du-Lac, université Stanford, université de Syracuse… toutes reçoivent la visite d'un Paul Erdős toujours plus voyageur. C'est alors que la vie d'Erdős connaît un tournant qui achève de consolider son caractère bohème. Sans enfants ni partenaire et avec des emplois dans diverses universités pendant de courtes périodes sans charge d'enseignant, il ne se consacre plus qu'à voyager et à lancer des collaborations avec des mathématiciens américains. Il ne passe jamais plus de six mois dans un même endroit. Durant cette période, se renforce son caractère d'ascète, sans domicile fixe. C'est à cette époque qu'il parvient, avec le mathématicien Atle Selberg, à établir une preuve élégante du théorème des nombres premiers. Mais Selberg signe seul le document et obtient la médaille Fields l'année suivante.

### Entre le marteau et l'enclume
En 1945, à la fin de la guerre, Erdős reçoit des informations de Hongrie, par télégramme. Sa mère a survécu au ghetto juif de Budapest, mais son père, lui, est mort trois ans plus tôt d'une crise cardiaque. De nombreux membres de sa famille et beaucoup d'amis ont trouvé la mort dans les camps d'extermination nazis. Il ne revient à Budapest qu'en 1948, après un détour de deux mois aux Pays-Bas pour travailler avec Nicolaas de Bruijn et Jurjen Koksma. En 1948, la Hongrie, absorbée par l'orbite soviétique, vit sous dictature. Erdős reste deux mois, puis repart aux États-Unis via le Royaume-Uni, mais avec la ferme intention de ne pas retourner chez lui tant que le pays sera sous le joug communiste. Si Erdős est complètement en désaccord avec les politiques communistes et dictatoriales de Mátyás Rákosi, l'administration américaine voit dans le jeune mathématicien un espion infiltré. Quelques années plus tard, en 1950, le maccarthysme bat son plein. Il est accusé de communisme et n'est plus autorisé à circuler aux États-Unis. L'incident le plus grave se produit en 1954. Après avoir donné une conférence au Congrès international des mathématiciens à Amsterdam, il est empêché de retourner aux États-Unis jusqu'en 1958. À plus de quarante ans, il est un mathématicien reconnu, mais sans poste ni domicile fixes.

### Professeur itinérant et décès

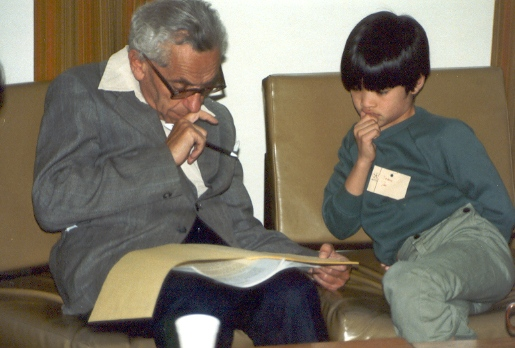
Terence Tao à 10 ans avec Paul Erdős en 1985 à Adélaïde.

Il accepte une offre de l'université hébraïque de Jérusalem. Résidant en Israël, mais avec un passeport hongrois, il poursuit son pèlerinage d'institution en institution avec le strict nécessaire en guise de bagages. En 1955, il se rend en Hongrie et, grâce à ses relations haut placées, il peut obtenir un passeport lui permettant, d'une part, dans un pays du bloc communiste, d'entrer et de sortir sans problèmes et, d'autre part, de conserver la nationalité israélienne, en plus de sa nationalité hongroise. Dès lors, il intensifie ses visites dans le pays, notamment pour se consacrer davantage à sa mère adorée. Installé durant les années 1960 en Israël, il ne peut à nouveau fouler le sol américain qu'en 1963. Mère et fils décident que, dès lors, elle sera de tous ses voyages à travers le monde. Leur première destination commune est Israël en novembre 1964, suivie du Royaume-Uni l'année suivante. Ils foulent de nombreuses terres : Europe, États-Unis, Canada. Malheureusement, sa mère meurt lors d'un séjour à Calgary en janvier 1971, et il est anéanti par cette perte. La disparition de sa mère accentue les traits de son caractère : il voyage sans relâche d'un pays à l'autre, rendant visite à des mathématiciens du monde entier pour collaborer avec eux. De véritables marathons où il s'épuise 18 heures par jour à trouver de nouveaux résultats mathématiques pour ses conjectures et d'élégantes nouvelles preuves de théorèmes déjà connus. Travaillant à toute heure du jour et de la nuit, il se met, en plus du café, à prendre des amphétamines pour pouvoir se concentrer. Les heures non passées à travailler constituent à ses yeux une perte de temps, ses cheveux blanchissent sensiblement.
Erdős continue de voyager et de donner des conférences jusqu'à sa mort. Interrogé sur son désir de continuer à faire des mathématiques malgré son grand âge, il répond : « Les premiers signes de la sénilité sont quand un homme oublie ses théorèmes. Le deuxième signe, c'est quand il oublie de fermer sa braguette. Le troisième, c'est quand il oublie de l'ouvrir ! » (d'après Paul Hoffman, Erdős citait ici son ami Stanislaw Ulam, qui serait l'auteur du mot).
Il meurt, à l'hôpital, le 20 septembre 1996, à l'âge de 83 ans, des suites d'une crise cardiaque alors qu'il participait à une série de cours sur la combinatoire à Varsovie.

## Personnalité
Un autre toit, une autre preuve.
(en) Another roof, another proof.
La possession de biens signifie peu pour Erdős ; la plupart de ses biens sont contenus dans une valise, comme l'exige son style de vie itinérant. Les seules possessions qui importent sont ses cahiers et ses notes, remplis de résultats et d'arguments mathématiques. Les récompenses et autres gains reçus sont généralement donnés aux personnes dans le besoin, ainsi qu'à diverses causes charitables. Il est incapable de passer devant un sans-abri sans lui donner des pièces. Il passe la majeure partie de sa vie comme un vagabond, voyageant de conférences scientifiques en universités et accueilli par des collègues, partout dans le monde. Il gagne assez d'argent lors de conférences en tant qu'invité dans des universités, reçoit diverses récompenses mathématiques pour financer ses voyages et ses besoins vitaux. L'argent qu'il a laissé a été utilisé pour financer des prix en espèces pour des preuves des « problèmes d'Erdős ». Il rechigne à être touché ou embrassé, il ne rend pas les poignées de main, se les lavant très souvent. Il sait se montrer extrêmement généreux et amical, aimant notamment jouer avec les enfants.

## Divers acronymes
Quand Erdős vieillit, il en a pleinement conscience. Cela implique la diminution de ses facultés mentales, de sa vitesse de réflexion, et cela le tourmente profondément. Au début des années 1970, il ajoute à son nom les initiales : 
- P.G.O.M., pour poor great old man (pauvre grand vieillard) ;
- à 60 ans, cet acronyme devient P.G.O.M.L.D., où L.D. fait référence à living dead (mort vivant) ;
- vers l'âge de 65 ans, il ajoute encore deux lettres : A.D. pour archeological discovery (découverte archéologique) ;
- à 70 ans, il présente les lettres L.D. pour legally dead (légalement mort) ;
- en 1987, il termine avec C.D., pour counts dead (compté comme mort)[n 9],[18].

## Vocabulaire idiosyncrasique
Le vocabulaire idiosyncrasique d'Erdős inclut :
- les enfants sont appelés epsilons (car, en mathématiques, une quantité positive arbitrairement petite est communément désignée par la lettre grecque (ε)) ;
- les femmes sont des « patrons » ;
- les hommes sont des « esclaves » ;
- les personnes ayant cessé de faire des mathématiques sont des « morts » ;
- les personnes qui étaient mortes physiquement nous ont « quittés » ;
- les boissons alcoolisées sont des « poisons » ;
- la musique (excepté la musique classique) est du « bruit » ;
- les personnes mariées ont été « capturées » ;
- les personnes divorcées sont « libérées » ;
- donner une conférence mathématique est « prêcher » ;
- examiner oralement un étudiant est « le torturer ».

Il a donné des surnoms à de nombreux pays, par exemple les États-Unis sont surnommés « samland » (d'après l'oncle Sam), l'Union soviétique est « joedom » (d'après Joseph Staline) et l'Israël est surnommé « isreal ».
La conversation d'Erdős est plutôt ésotérique. Quand on lui demande à partir de quel moment les epsilons [les enfants] masculins deviennent des esclaves [des hommes], il répond « Quand ils commencent à courir après les patrons » [les femmes].
Il a son propre vocabulaire idiosyncrasique : bien qu'il soit un athée agnostique, il parle du « Livre », la visualisation d'un livre dans lequel Dieu a écrit les meilleures et plus élégantes démonstrations pour les théorèmes mathématiques. En 1985, il a dit : « Vous n'avez pas à croire en Dieu, mais vous devez croire en Le Livre ». Il doute lui-même de l'existence de Dieu, qu'il appelle le « Fasciste Suprême (S.F.) »,. Il a accusé S.F. de cacher ses chaussettes et ses passeports hongrois, et de garder pour Lui les plus élégantes démonstrations mathématiques. Quand il voit une démonstration mathématique particulièrement belle, il s'exclame : « Celle-ci vient du Livre ! ». Cela a ensuite inspiré un livre intitulé Raisonnements divins (Proofs from The Book).

## Contributions mathématiques
Parmi ses contributions, le développement de la théorie de Ramsey et de l'application de la méthode probabiliste est la plus remarquable. Les praticiens des théories combinatoires lui doivent une approche entière, dérivée de l'analyse de la théorie des nombres. Dans le prolongement du théorème de Ramsey et du théorème de van der Waerden, Erdős et son ami Pál Turán énoncent en 1936 les premières observations à l'origine de la conjecture d'Erdős-Turán.
Erdős démontre le postulat de Bertrand de façon plus simple que ne l'a fait Tchebychev. Il fait également une démonstration élémentaire du théorème des nombres premiers en collaboration avec Atle Selberg, qui montre combien les théories combinatoires sont une méthode efficace pour compter les collections.
Erdős apporte aussi sa contribution dans des domaines pour lesquels il n'a qu'un faible intérêt, tels que la topologie où il est considéré comme la première personne à donner un exemple d'espace topologique totalement discontinu qui ne soit pas de dimension zéro.

## Approche des mathématiques
Au point de vue « style mathématique », Erdős est plus un « résolveur de problèmes » qu'un « développeur de théories ». Selon Joel Spencer, « sa place dans le panthéon des mathématiques du XXe siècle est sujette à controverse, car il s'est résolument concentré sur des théorèmes particuliers et des conjectures au cours de son illustre carrière ».

### Un auteur très prolifique
Erdős est l'un des plus prolifiques auteurs d'articles dans l'histoire des mathématiques, avec Léonard Euler ; il a publié environ 1 525 articles en collaboration avec 511 mathématiciens. Le caractère particulièrement prolifique d'Erdős justifie la création du « nombre d'Erdős », signalant le degré de collaboration d'un chercheur avec Erdős. Ce dernier a par définition le nombre 0. Les mathématiciens ayant publié un papier de recherche cosigné par lui ont pour nombre d'Erdős 1. Les chercheurs ayant publié avec ces derniers ont un nombre d'Erdős de 2 (comme Albert Einstein), et ainsi de suite par récurrence. Les personnes non liées à Erdős, de la manière décrite ci-dessus, ont un nombre d'Erdős égal à l'infini. En 2008, le plus grand nombre d'Erdős connu d'un mathématicien en activité était 13.

### Problèmes d'Erdős

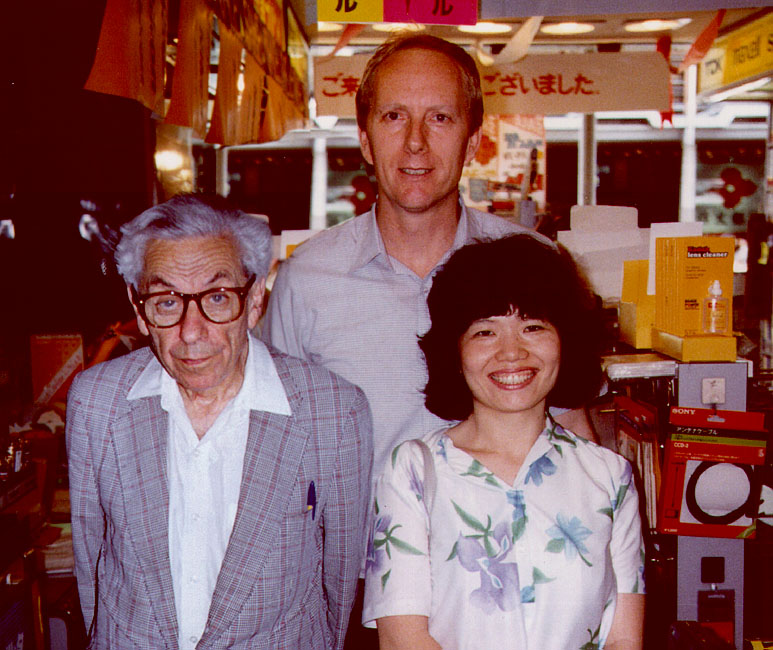
Paul Erdős, Ronald Graham et sa femme Fan Chung en 1986.

Au cours de sa carrière, Erdős offre parfois différents prix pour trouver des solutions à des problèmes non résolus. Ceux-ci vont de 25 dollars pour des problèmes dont il pense qu'ils sont seulement hors de portée de la pensée mathématique actuelle, jusqu'à plusieurs milliers de dollars pour ceux qui sont à la fois difficiles à résoudre et importants pour les mathématiques. On pense qu'il existe au moins un millier de prix de cet ordre, bien qu'il n'existe pas de liste officielle. Ces prix sont restés actifs malgré la mort d'Erdős ; Ronald Graham fut l'administrateur (non officiel) des solutions jusqu'à son décès en juillet 2020. Les gagnants pouvaient recevoir soit un chèque signé d'Erdős (pour encadrer) ou un chèque encaissable de Graham.
Le plus célèbre des problèmes associés à un prix Erdős est probablement la conjecture de Collatz, aussi connue sous le nom de « problème {\displaystyle 3N+1} », ou encore la conjecture de Syracuse, dont la solution vaut 500 dollars. Mais le problème le plus fondamental (qui vaut actuellement 5 000 dollars) est sans doute la conjecture d'Erdős sur les progressions arithmétiques qui s'énonce ainsi : « Si la série des inverses d'une séquence de nombres entiers diverge, alors la séquence contient des progressions arithmétiques de longueurs arbitraires ». Si cette assertion est vraie, elle résout plusieurs autres problèmes ouverts de la théorie des nombres. Il ne s'agit encore en 2014 que d'une conjecture, mais l'une de ses implications principales, selon laquelle la suite des nombres premiers contient des suites arithmétiques arbitrairement longues, a été démontrée de façon indépendante en 2004 par Green et Tao.

## Distinctions et hommages
Erdős n'a jamais gagné la médaille Fields, mais en 1984, le gouvernement israélien lui décerne le prix Wolf de 50 000 $ pour ses nombreuses contributions à la théorie des nombres, à l'analyse combinatoire, aux probabilités, à la théorie des ensembles et à l'analyse, et pour avoir personnellement stimulé les mathématiciens autour du monde. Il le réinvestit presque entièrement dans la création d'une bourse d'études en Israël au nom de ses parents.
En 1971 il est lauréat de la médaille Tibor-Szele.
En 1979, l'Académie des sciences des États-Unis l'invite à la rejoindre, et une décennie plus tard, la Royal Society l'accepte parmi ses membres.
Erdős reçoit le prix Frank-Nelson-Cole en 1951.
Une des courtes nouvelles de Sonates de bar de l'oulipien Hervé Le Tellier est un hommage à Paul Erdős, que l'écrivain a rencontré peu avant sa mort.
Trois récompenses en mathématiques portent son nom : le prix Anna-et-Lajos-Erdős en mathématiques décerné par l'Union mathématique israélienne, le Paul Erdős Award décerné par la World Federation of National Mathematics Competitions, et le prix Paul-Erdős remis par l'Académie hongroise des sciences.

## Citation
Une des maximes favorites de Erdős est : « Il faut parfois compliquer un problème pour en simplifier la solution ».